# Drosophila heedi
Drosophila heedi är en tvåvingeart inom släktet Drosophila som finns på Hawaiiöarna.

## Etymologi
Arten är namngiven efter W.B. Heed, en forskare som forskade om Hawaiiöarnas daggflugor.

## Taxonomi och släktskap
Drosophila heedi beskrevs av Elmo Hardy och Kenneth Y. Kaneshiro 1971. Arten ingår i undersläktet Hawaiian Drosophila, artgruppen Drosophila grimshawi och artundergruppen Drosophila hawaiiensis.

## Utseende
Kroppslängden är 3,5 mm och vingspannet är 3,5 mm.

## Utbredning
Artens utbredningsområde är begränsat till delar av ön Hawaii, den största av Hawaiiöarna. Arten är känd från högplatån vid området Pohakuloa, holotypen och paratyperna är insamlade på 6200 meters höjd vid ruttnade bark tillhörande växter inom släktet Myoporum.